# Isabel-Helena Martí i Castell
Isabel-Helena Martí i Castell   (Barcelona, 15 de setembre de 1964) és una periodista i activista catalana. Va ser membre fundadora i presidenta de Sobirania i Justícia entre 2014 i 2019. Va organitzar quatre edicions de la conferència internacional Building a New State (2011-2014) a Barcelona. Va ser membre de l'Assemblea Nacional Catalana on va col·laborar en l'àmbit internacional, i portaveu de la plataforma d'entitats Reinicia Catalunya. Va formar part també del patronat de la Fundació Congrés de Cultura Catalana. L'abril de 2013 va ser una de les trenta-una persones entrevistades en el documental Hola, Europa! de la directora Dolors Genovès.